# Jacob Ziegler
Jacob Ziegler Kennen (Landau an der Isar, 1470/1471 – Passavia, 1549) è stato un cartografo, geografo e teologo tedesco.

## Biografia
Nato a Landau, studiò all'università di Ingolstadt e soggiornò per un periodo a Roma presso la corte papale di Leone X prima di convertirsi definitivamente al protestantesimo.
Ebbe modo di frequentare anche il riformatore Adam Reusner  che divenuto segretario personale del condottiero Georg von Frundsberg, da Ferrara seguì nella penisola italiana nell'impresa romana, dal 1526 al 1528, che culminò con il famoso sacco di Roma. 
Soggiornò a Vienna; dal 1545 al 1549 visse a Passavia nella casa di Wolfgang Salm.
Nel 1540 fu ritratto dal pittore Huber Wolf e questo quadro è ora esposto al Kunsthistorisches Museum di Vienna.

## Scritti
- In hoc volvmine haec continentvr, duplex confessio Valdensium ad Regem Vngarie missa, Augustini de Olomucz arcium et decretorum doctoris prepositi [...], Lipsia, generosus dominus Heinricus Kuna de Chunstat sua pecunia impressoriam officinam redemit [...], 1512.
- Iacobi Ziegleri, Landaui, Bauari, In C. Plinii De naturali historia librum secundum commentarius, quo difficultates Plinianae, praesertim astronomicae, omnes tolluntur [...], Basileae, excudebat Henricus Petrus, mense Augusto, 1531.
- Quae intus continentur. Syria, ad Ptolomaici operis rationem. Praeterea Strabone, Plinio, & Antonio auctoribus locupletata. Palestina, iisdem auctoribus [...], Argentorati, apud Petrum Opilionem, 1532.
- Sphaerae atque astrorum coelestium ratio, natura, & motus: ad totius mundi fabricationis cognitionem fundamenta, Basileae, Johann Walder, 1536.
- Terrae sanctae quam Palaestinam nominat Syriae, Arabiae, Aegypti et Schondiae doctissima descriptio, una cum singulis tabulis earundem regionum topographicis authore Iacobo Zieglero [...], Argentorati, apud Vuendelinum Rihelium, 1536.
- Iacobi Ziegleri Landaui Conceptionum in Genesim mundi, & Exodum, commentarij. Eiusdem, Super arbitrio humano exempla & scripturae. Ex epist. ad Corinthios secunda locus [...], Basileae, apud Ioannem Oporinum, 1548.